# Daniel Felipe Martínez
 Daniel Felipe Martínez Poveda (Bogotá, Cundinamarca, 25 de abril de 1996) é um ciclista profissional colombiano que compete na modalidade de estrada. Atualmente corre para a equipa britânica Ineos Grenadiers de categoria UCI WorldTeam.

## Biografia
Nasceu em Bogotá, Cundinamarca, a 25 de abril de 1996 e cresceu no município de Soacha uma zona difícil, complicada, com muita droga, uma desestabilização social à que lhe fez o tire, graças, diz ele, às bases que cimentaram seus pais na família, desde muito jovem trabalhou como ajudante numa loja de Soacha.
Foi muito bom estudante, sempre ocupava os primeiros lugares do curso, o futebol foi seu primeiro amor, mas queria montar em bicicleta, ser um campeão. Desde pequeno sábia que queria ser ciclista. O seu irmão Jeison foi chave para que Daniel chegasse ao ciclismo. Foi quem prestou-lhe a bicicleta para que montasse. Foi uma monareta com a que começou tudo.

## Corrida

### Colômbia (2015)
Martínez abandonou na Volta à Catalunha, sua primeira corrida no WorldTour. Terminou 84.º na Volta à Turquia.

### Wilier Selle Italia (2016-2017)
Participou pela primeira vez numa das Grandes Voltas no ano 2016, participando no Giro d'Italia. Também terminou 57.º no Giro de Lombardia de 2016. Participou no Giro d'Italia uma vez mais no ano 2017, mas abandonou a corrida. Ao final da temporada, terminou quarto no Volta à Turquia de 2017.

### EF Education First – Drapac (2018-2020)
Iniciou a temporada no Campeonato da Colômbia de Ciclismo em Estrada, onde terminou segundo na contrarrelógio, por trás de Egan Bernal. Passou a terminar quinto na nova corrida colombiana, a Colômbia Oro e Paz. O seu primeiro resultado entre os 10 primeiros em Europa foi na Volta à Catalunha, onde se situou na sétima posição da geral. Participou nas clássicas belgas pela primeira vez em sua carreira, terminando 44.º na Flecha Valona e 61.º na Liège-Bastogne-Liège. Depois correu a Volta à Romandia de 2018 e terminou 12.º. Em julho de 2018 foi nomeado para participar o Tour de France. Em agosto de 2019 foi incluído na equipa para participar na Volta a Espanha.
Em agosto de 2020, em preparação para o Tour de France, ganhou o Critérium Dauphiné. a 11 de setembro do mesmo ano ganhou a sua primeira etapa no Tour.

### Ineos Grenadiers (2021-presente)
Depois de um 2020 fulgurante, o ciclista colombiano muda de equipa ao Ineos Grenadiers.

## Palmarés
- 2018
  - 2.º no Campeonato da Colômbia Contrarrelógio

- 2019
  - Campeonato da Colômbia Contrarrelógio  
  - 1 etapa da Paris-Nice
  - Jogos Pan-Americanos Contrarrelógio [4]

- 2020
  - Campeonato da Colômbia Contrarrelógio  
  - 3.º no Campeonato da Colômbia em Estrada 
  - 1 etapa do Tour Colombia
  - Critério do Dauphiné
  - 1 etapa do Tour de France
- 2022
- Itzulia Basque Country + 1 etapa
- Coppa Sabatini - Gran Premio città di Peccioli
- 2023
- Volta ao Algarve em Bicicleta

## Resultados em Grandes Voltas e Campeonatos do Mundo
Durante sua carreira desportiva tem conseguido os seguintes postos nas Grandes Voltas e nos Campeonatos do Mundo:
| Corrida                | Corrida                | 2015 | 2016 | 2017 | 2018 | 2019 | 2020 | 2021 |
| ---------------------- | ---------------------- | ---- | ---- | ---- | ---- | ---- | ---- | ---- |
|                        | Giro d'Italia          | —    | 89.º | Ab.  | —    | —    | —    | 5.º  |
|                        | Tour de France         | —    | —    | —    | 36.º | —    | 28.º | —    |
|                        | Volta a Espanha        | —    | —    | —    | —    | 41.º | Ab.  | —    |
| Mundial em Estrada     | Mundial em Estrada     | —    | —    | —    | Ab.  | 29.º | 31.º | —    |
| Mundial Contrarrelógio | Mundial Contrarrelógio | —    | —    | —    | —    | 30.º | 18.º | —    |

—: não participa

Ab.: abandono

## Equipas
- Cundinamarca (2012-2013)
- Centro Mundial de Ciclismo da UCI (2014)
- Team Colombia (2015)
- Wilier Selle Italia (2016-2017)
- EF Education First[5] (2018-2020)
  - EF Education First-Drapac (2018)
  - EF Education First Pro Cycling Team (2019)
  - EF Pro Cycling (2020)
- Ineos Grenadiers[6] (2021-)